# Гёслинг, Фредерик
Фредерик Гёслинг (нем. Frederik Gößling; 22 сентября 1977, Билефельд, ФРГ) — немецкий футболист, вратарь, а также футбольный тренер.

## Карьера игрока
Фредерик Гёслинг начал свою футбольную карьеру в юношеской футбольной школе билефельдского района Йёлленбекк, после чего в возрасте 13 лет поступил в молодёжную академию «Арминии». По заключении своего первого профессионального контракта Гёслинг выступал за любительскую команду «Арминии» в вестфальской Фербандслиге. 23 апреля 2000 года Фредерик дебютировал в основном составе в Бундеслиге в матче против «Унтерхахинга». Этот матч, впоследствии, так и остался единственным сыгранным Гёслингом в высшей футбольной лиге Германии.
В следующем сезоне Фредерик был продан в «Херфорд», однако не сумел закрепиться в клубе и уже спустя полгода в январе 2001 года оказался в клубе «Ферль», выступавший в то время в северной Регионаллиге (на тот момент третьем по статусу дивизионе немецкого футбола).
Летом 2004 года Гёслинг оказался в мюнстерском «Пройссене», где впервые в карьере стал безоговорочным «первым номером» команды, сыграв суммарно 95 матчей за клуб. Отыграв два сезона, летом 2006 года Фредерик перебрался в «Оснабрюк» и по итогам сезона 2006/2007 одержал вместе с новой командой победу в северной Регионаллиге, завоевав путёвку во вторую Бундеслигу. В качестве усиления для участия в сезоне 2007/08 клубом был приобретён второй вратарь — Тино Бербиг, сумевший вытеснить Гёслинга из основы.
Летом 2008 года Фредерик перешёл в «Остштайнбекер», выступавший в Оберлиге «Гамбург», где и завершил карьеру игрока летом 2010 года.
В 2008 году Гёсслинг окончил магистратуру университета Челмсфорда по специальности «Международное спортивное право».

## Тренерская карьера
По окончании карьеры игрока в 33 года Гёслинг начал работать тренером вратарей: первой его командой стал гамбургский «Санкт-Паули», из которого в начале сезона 2011/12 он был приглашён Рогером Шмидтом в «Падерборн 07». После ухода Шмидта в зальцбургский «Ред Булл» Фредерик также покинул клуб, перебравшись в «Гройтер».
После вылета «Гройтера» из Бундеслиги Гёслинг откликнулся на предложение Ральфа Рангника и заключил летом 2015 года контракт с «РБ Лейпциг».